# N.prior energy
Die N.prior energy GmbH wurde 1997 in Leer von Ingo de Buhr als Prokon Nord Energiesysteme GmbH gegründet. Die Unternehmensgruppe plante und betrieb On- und Offshore-Windparks sowie Biomasseheiz- und Ersatzbrennstoffkraftwerke. Darüber hinaus stellte sie Windenergieanlagen sowie deren Komponenten her und betrieb ein Bioethanolwerk. Im Jahr 2010 erfolgte eine Umbenennung, im Oktober 2012 die Insolvenz.

## Geschichte

Altes Logo vor der Umfirmierung 2010

Vor der Gründung der Prokon Nord Energiesysteme GmbH war Ingo de Buhr gründender Gesellschafter von Prokon Energiesysteme (Itzehoe). Durch die Verfolgung unterschiedlicher Unternehmensziele bei den Gesellschaftern, verließ de Buhr das Unternehmen. Kurz darauf gründete er Prokon Nord in Leer mit der Ausrichtung auf Onshore-Windenergie, später auch Offshore-Windparks, Heizkraftwerke und Bioethanolproduktion.
Durch die Wirtschaftskrise 2008 mit der sich änderndem Kreditvergabe- und Investitionspraxis, die daraufhin steigenden Nahrungsmittelpreise und Verzögerungen beim elektrischen Anschluss der Offshore-Windparks an das Stromnetz kam es in der Firmengruppe zu Finanzierungsproblemen.
Im Oktober 2010 firmierte die vormalige Prokon Nord um in N.prior energy. Der Schritt erfolgte zur Abgrenzung von und zur Vermeidung von Verwechslungen mit der Prokon-Unternehmensgruppe aus Itzehoe.
Über das Vermögen des Tochterunternehmens PN Biomasseheizkraftwerk Emlichheim GmbH & Co KG hat das Gericht am 14. August 2012 das Insolvenzverfahren eröffnet.
Am 1. Oktober 2012 wurde das Insolvenzverfahren über das Vermögen der N.prior energy GmbH eröffnet.

## Beteiligungen
Die N. prior energy ist an der niedersächsischen Weener Energie GmbH & Co. KG mit 25 Prozent beteiligt. Diese Firma verbrennt Stoffe aus der mechanisch-biologischen Aufbereitung von Siedlungsabfällen und Gewerbemüll in der Größenordnung von 130.000 Tonnen jährlich.
Das hundertprozentige Tochterunternehmen PN Casting Technology GmbH in Stade stellt Gussteile für Windkraftanlagen her.

## Geschäftsbereiche

### Onshore
N.prior energy hat bis 2008 insgesamt 96 Onshore-Anlagen installiert. Bis heute wurden 13 Windparks an mehreren Standorten in Niedersachsen und Sachsen-Anhalt sowie in Bremerhaven, im thüringischen Heldrungen, im brandenburgischen Prenzlau und im mecklenburgischen Landkreis Mecklenburgische Seenplatte errichtet.

### Offshore
Im Jahr 2001 erhielt Prokon Nord die Genehmigung für den Bau des ersten deutschen Offshore-Windparks „Borkum West“ außerhalb der 12-Seemeilen-Zone, der heute den Namen „alpha ventus“ trägt. Drei weitere Offshore-Windparks sind geplant: „Borkum West II“, „MEG Offshore I“, beide nördlich der Insel Borkum, und „Côte d’Albâtre“, nördlich der Normandie.

### Biomasse
In Emlichheim, Hamburg, Papenburg, Alkmaar (Niederlande) und Oostrozebeke (Belgien) wurden Biomasseheizkraftwerke realisiert. Die Kraftwerke in Papenburg und Emlichheim wurden auch direkt von der N.prior energy betrieben. 
Die N.prior energy hat ihre Anteile am Kraftwerk Papenburg bereits im Jahr 2010 vollständig veräußert.
Der heutige Eigentümer des Kraftwerkes ist die EEV BioEnergie GmbH & Co. KG. Damit ist das Kraftwerk „nicht von der Insolvenz der N.prior energy GmbH betroffen“.
Über ihre Tochtergesellschaft PN Bioethanol Elbewerk GmbH & Co. KG betrieb die N.prior energy eine Bioethanolanlage in Stade. Dort sollte aus rund 270.000 t Weizen pro Jahr 300.000 l Bioethanol pro Tag hergestellt werden. Als Beiprodukte fielen Kleie, Gluten und Futterhefe an, die in der Nahrungs- und Futtermittelindustrie Verwendung finden.